# بانک اوزدکی
بانک اوزدکی (انگلیسی: Bank OZK) شرکت خدمات مالی و بانکداری آمریکایی است، که در سال ۱۹۰۳ تأسیس شد.